# Nowe Pole (województwo pomorskie)
Nowe Pole – osada w Polsce, położona w województwie pomorskim, w powiecie kartuskim, w gminie Sulęczyno.
Wchodzi w skład sołectwa Sucha.
Do 2024 r. miejscowość była częścią wsi Sucha. W latach 1975–1998 Nowe Pole administracyjnie należało do województwa gdańskiego.